# Герб Любеча
Герб Лю́беча — официальный геральдический символ посёлка Любеч Черниговской области.

## История
В составе Речи Посполитой Любеч имел магдебургское право, однако сведений о наличии у него герба в то время не сохранилось. Первые известные геральдические символы Любеча связаны с периодом Гетманщины. На печатях любечской ратуши в 1716—1733 годах изображался рыцарский крест, над ним — шестиугольная звезда. Герб обрамлял картуш из стилизованных пальмовых ветвей. На печати сотенной канцелярии 1742 года имеется совершенно другой рисунок — коронованный геральдический щит с декоративным изображением решётки. В период с 1751 по 1781 год этот символ был дополнен нашлемником в виде герба Черниговского полка — орла, держащего крест.
В 1997 году решением поселкового совета Любеч получил новый герб. В лазурном щите находится зелёная перевязь с тремя серебряными древнерусскими шлемами. Вверху щита — золотой православный крест, внизу — золотой якорь.
Современный герб был принят в 2007 году. Щит лазурного и зелёного цветов, разделённых серебряным волнистым поясом. В верхней части расположена деревянная крепостная стена золотого цвета с тремя башнями, внизу — два скрещенных золотых пернача и надпись серебряными буквами: «882» (первое упоминание города в летописи).

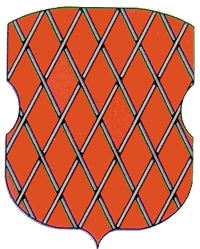
Герб города (с 1742)
Герб Черниговского полка (использовался в виде нашлемника)
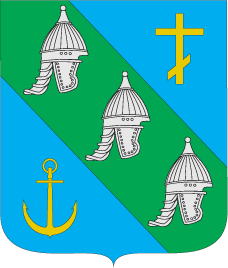
Герб посёлка (1997—2007)
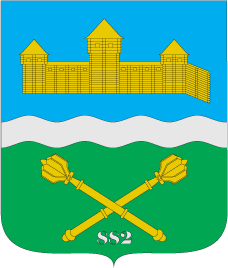
Герб посёлка (с 2007)